# Goutou Shan
Goutou Shan (chinesisch 狗頭山) ist ein 56 m hoher Hügel an der Ingrid-Christensen-Küste des ostantarktischen Prinzessin-Elisabeth-Lands. Auf der Nordseite der Tonagh Promontory in den Larsemann Hills ragt er am Kopfende der Webster Bay auf.
Chinesische Wissenschaftler benannten ihn 1991 im Zuge von Vermessungsarbeiten.